# Korveta
Korveta (francosko corvette in angleško corvette) je naziv za majhno, gibljivo, lahko oboroženo vojaško plovilo, ki se največkrat uporablja kot spremstvo večjim vojnim ladjam, transportnim enotam in konvojem ter za neposredno zaščito obale. Korvete sodijo v oborožitev večine današnjih vojnih mornaric, četudi včasih niso klasificirane pod tem nazivom. Korvete imajo navadno težo med 500 ton in 2000 ton, čeprav lahko sodobne oblike segajo tudi do 3000 ton, kar bi se lahko že opredelilo kot manjšo fregato.

## Zgodovina
Ime korveta izvira od vojne ladje, ki se je pojavila v 17. stoletju in je predstavljala enega standardnih tipov vojnih ladij v obdobju jadrnic. Tedanje korvete so postopno izginile iz oborožitve v drugi polovici 19. stoletja.

## Moderne korvete
Moderne korvete so se pojavile šele med drugo svetovno vojno, kot vrsta lahke spremljevalne vojne ladje, manjše, počasnejše in slabše oborožene od rušilca, opremljene predvsem za protipodmorniško delovanje.
Danes korvete po velikosti in oborožitvi najbolj pogosto uvrščajo nekje med hitre jurišne čolne in fregate.